# Brisbane Forest Park
Brisbane Forest Park är en park i Australien. Den ligger i delstaten Queensland, omkring 28 kilometer nordväst om delstatshuvudstaden Brisbane.
Närmaste större samhälle är Samford Valley, nära Brisbane Forest Park. 
I omgivningarna runt Brisbane Forest Park växer i huvudsak städsegrön lövskog. Runt Brisbane Forest Park är det ganska tätbefolkat, med 239 invånare per kvadratkilometer. Genomsnittlig årsnederbörd är 1 222 millimeter. Den regnigaste månaden är januari, med i genomsnitt 252 mm nederbörd, och den torraste är september, med 30 mm nederbörd.